# Prey (Computerspiel, 2017)
Prey ist ein vom Entwicklerstudio Arkane Studios entwickelter Ego-Shooter mit Elementen des Action-Adventures und Rollenspiels, welcher von Bethesda Softworks veröffentlicht wird. Das Videospiel erschien am 5. Mai 2017 für Windows, PlayStation 4 und Xbox One.
In Prey steuert der Spieler den Protagonisten Morgan Yu, der die Mondumlaufbahn-Station Talos I erkundet, auf der ein außerirdisches Kollektiv namens Typhon erforscht wird. Die Raumstation wird als eine offene Welt für den Spieler präsentiert und kann frei erkundet werden.
Das Spiel trägt denselben Titel wie der 2006 erschienene Ego-Shooter Prey, hat jedoch keine inhaltlichen Bezüge zum Original und wird vom Entwickler Arkane Studios als Neuausrichtung der Marke bezeichnet.

## Gameplay
Prey ist ein Ego-Shooter mit Rollenspiel-Elementen und einer starken Erzählung. Der Spieler übernimmt die Steuerung des Protagonisten Morgan Yu, eines Menschen an Bord einer Raumstation mit zahlreichen feindlichen Aliens. Der Spieler hat die Möglichkeit, bestimmte Attribute von Yu, einschließlich des Geschlechts, auszuwählen und Entscheidungen zu treffen, welche die Geschichte beeinflussen. Um zu überleben, hat der Spieler die Möglichkeit, Waffen und Ressourcen an Bord der Raumstation zu sammeln und gegen die Aliens einzusetzen. Der Spieler ist auch in der Lage, sich außerhalb der Station in völliger Schwerelosigkeit zu bewegen. Das Gameplay ist stark von Metroidvania-Einflüssen geprägt.
Das Spiel verfügt über mehrere Endfassungen, welche abhängig von den Entscheidungen und der Interaktion mit der Station sind.
Das Gameplay von Prey ist an Genre-Klassiker wie Dishonored: Die Maske des Zorns, System Shock und BioShock angelehnt. Es wird daher auch dem Genre der immersiven Simulation zugerechnet.

## Geschichte
Prey spielt in einer alternativen Zeit, in der der Präsident John F. Kennedy das Attentat im Jahr 1963 überlebt hat. Als Präsident leitet John F. Kennedy mehrere Finanzierungen in das Raumfahrtprogramm ein, wodurch es ausgebaut werden kann.
Angezogen von der Aktivität der Menschen im Weltraum, greift eine fremde Kraft, welche aus verschiedenen Spezies besteht und als Typhon bezeichnet wird, die Erde an. Die Vereinigten Staaten und die UdSSR gehen ein Bündnis ein, um gegen Typhon zu kämpfen. Gemeinsam bauen sie die Raumstation Talos I in der Umlaufbahn des Mondes um die Erde, um diese als Gefängnis für den Typhon zu nutzen. Im Laufe der Zeit wird die Station durch verschiedene Agenturen erweitert. Das sorgt für eine Vielzahl von Dekorationen vom Stil des Retro-Futurismus bis zum Art déco. Schließlich übernehmen die Vereinigten Staaten die volle Kontrolle und erschaffen Forschungslabore auf dem Gefängnissatelliten, um den Typhon zu studieren. Nach einem tödlichen Zwischenfall zwischen den Wissenschaftlern an Bord der Station und dem Typhon brechen die Vereinigten Staaten das Projekt ab. Einige Jahre später erwirbt die TranStar Corporation die Station. Fortschritte in der Neurowissenschaft ermöglichen es Wissenschaftlern, den Typhon zu nutzen und zu kontrollieren. Dadurch haben sie die Möglichkeit, die Physiologie zu nutzen und Neuromods zu schaffen, die das menschliche Gehirn umstrukturieren können und neue Fähigkeiten (einschließlich übermenschlicher) zu ermöglichen. Durch den Verkauf von Neuromods auf der Erde wächst letztlich der Erfolg der TranStar Corporation. Zur Zeit des Spiels, im Jahr 2035, hat die TranStar Corporation die Station weiter ausgebaut und Wohnquartiere für ihre Mitarbeiter geschaffen.

## Rezeption
„Fazit: »Die Arkane Studios zitieren nicht nur System Shock, sondern zelebrieren diese Tradition regelrecht und zeigen auf der Kampf-, Aufgaben- als auch Storyebene, wie angenehm anspruchsvoll moderne Spiele sein können.«“

„Fazit: »Anspruchsvolles Actionspiel, das wegen der blassen Charaktere und Frustmomente aber nicht in höhere Wertungsregionen vordringen kann.«“

„Fazit: »Ein Genremix, der gekonnt die besten Elemente aus verschiedenen Spiele-Hits einsetzt und sich doch mit eigenen guten Ideen von möglichen Plagiatsvorwürfen absetzt.«“